# Bussu, Somme

Bussu este o comună în departamentul Somme, Franța. În 1 ianuarie 2022 avea o populație de 217 de locuitori.